# Імплозія (роман)
«Імплозія» (англ. «Implosion») — британський науково-фантастичний антиутопічний роман письменника-фантаста Денніса Фелтема Джоунза, що був опублікований у 1967 році.

## Сюжет
Дія роману відбувається у Сполученому Королівстві Великої Британії та Ірландії, яке щойно зазнало нападу з боку неназваної другорядної країни Східного блоку. Використана зброя «Пролікс» — це хімічний стерилізатор, який після потрапляння в організм робить більшість жінок безплідними.
Головні герої — міністр охорони здоров'я доктор медицини Джон Барт та його дружина Джулія. Незабаром він виявляє, що його міністерство є найважливішою урядовою структурою в новій, після нападу Британії, а його дружина — одна з небагатьох фертильних жінок, що залишилися в країні. Зрештою, на посаді міністра охорони здоров'я доктор Барт починає створювати нове суспільство, в якому фертильних жінок зганяють до концтаборів, щоб вони провели решту свого життя у відтворенні потомства.
Тим часом решта країн світу стріляють один в одного «проліксами», поступово скорочуючи своє населення до стану Британії. Наприкінці історії людство дізнається, що генетична особливість, яка зберігала фертильність деяких жінок, дозволяє їм народжувати лише хлопчиків, що прирікає людство на вимирання.

## Переклади
Роман Джоунза було перекладено трьома мовами: нідерландською (1968), португальською (1970) та німецькою (1970).